# Öymen
Öymen ist ein türkischer männlicher Vorname mit der Bedeutung „ein häuslicher Mensch“, der auch als Familienname auftritt.

## Namensträger

### Familienname
- Altan Öymen (1932–2025), türkischer Journalist und Politiker
- Onur Öymen (* 1940), türkischer Diplomat, Politiker, Politologe und Autor